# Emil Köpplinger
Emil Köpplinger (* 19. Dezember 1897 in Nürnberg; † 29. Juli 1988) war ein deutscher Fußballspieler. 

## Karriere

### Vereine
Köpplinger gehörte von 1909 bis 1928 dem 1. FC Nürnberg an und spielte – unter wechselnden Bezeichnungen der Ligen – immer erstklassig. Erste regionale Erfolge stellten sich für den Mittelfeldspieler
ab dem Spieljahr 1916 ein, seine größten aber waren die fünf deutschen Meisterschaften, wobei er lediglich am 12. Juni 1927 im Finale mitwirkte, die drei Endrundenspiele mit inbegriffen. Die Endspiele am 18. Juni und 6. August 1922 bestritt er zuvor auch, doch nach zwei unentschiedenen Begegnungen mit dem Hamburger SV, verzichtete dieser auf den Titel, da das Wiederholungsspiel von Schiedsrichter Peco Bauwens abgebrochen werden musste, weil die Nürnberger nur noch sieben Spieler (statt der vorgeschriebenen acht) auf dem Feld hatten. Zwei waren verletzt ausgeschieden, zwei vom Schiedsrichter des Feldes verwiesen worden.

### Nationalmannschaft
Sein einziges Länderspiel für die A-Nationalmannschaft bestritt er am 23. Oktober 1927 in Hamburg beim 6:2-Sieg – nach 0:2 zur Halbzeit – über die Nationalmannschaft Norwegens. 

## Erfolge
- Deutscher Meister 1920, 1921, 1924, 1925, 1927
- Süddeutscher Meister 1916, 1918, 1920, 1921, 1924, 1927, 1929
- Süddeutscher Pokal-Sieger 1919, 1924
- Bayrischer Meister 1924, 1925, 1927
- Nordbayrischer Meister 1920, 1921, 1922, 1929, 1932, 1933
- Ostkreismeister 1916, 1918,